# Marija Čelina
Marija Čelina (13. svibnja 1969.) je hrvatska rukometašica.
S hrvatskom seniorskom reprezentacijom osvojila je srebro na Mediteranskim igrama 1997. godine.